# Rio Johor
O rio Johor (malaio: Sungai Johor) é o principal rio do estado de Johor, na Malásia, tendo 122,7 km de extensão e flui na direção norte-sul, originando do monte Gemuruh e desaguando no estreito de Johor. Tem como principais afluentes os rios Sayong, Linggiu, Tiram e Lebam.

## Poluição
O rio tem sofrido com diversos tipos de poluição no seu curso d'agua e na área de captação da água para tratamento e distribuição a população da cidade de Johor. Existe o desafio de criar e fiscalizar leis mais estritas contra o lixo, a poluição e um planejamento rigoroso de longo prazo sobre o zoneamento, tipo de atividades econômicas permitidas nas áreas de captação de água do rio.